# 김상호 (연출가)
김상호(1971년 9월 27일 ~ )는 대한민국의 드라마 연출가이다.

## 학력
- 서울대학교 독어독문학 학사

## 경력
- 1997년 12월 ~ 2016년 9월 : MBC 드라마본부 프로듀서
- 제이에스픽쳐스 드라마 연출

## 드라마
- 2004년 MBC 단막극 《MBC 베스트극장 《형님이 돌아왔다》》
- 2004년 MBC 단막극 《MBC 베스트극장 《오시오 떡볶이》》
- 2005년 MBC 단막극 《MBC 베스트극장 《러브홀릭 프로젝트》》
- 2005년 MBC 월화 미니시리즈 《비밀남녀》
- 2006년 MBC 단막극 《MBC 베스트극장 《놈들의 수다》》
- 2006년 MBC 주말 특별기획 《환상의 커플》
- 2007년 MBC 2부작 특집극 《향단전》
- 2009년 MBC 납량특집 미니시리즈 《혼》
- 2011년 MBC 주말 특별기획 《내 마음이 들리니》
- 2012년 MBC 수목 미니시리즈 《아랑사또전》
- 2013년 MBC 수목 미니시리즈 《남자가 사랑할 때》
- 2015년 MBC 월화 특별기획 대하드라마 《화정》
- 2017년 tvN 수목 미니시리즈 《부암동 복수자들》
- 2019년 MBC 수목 미니시리즈 《봄이 오나 봄》
- 2020년 tvN 수목 미니시리즈 《머니게임》
- 2025년 TVING 오리지널 시리즈 & tvN 월화 미니시리즈 《원경》

## 수상
- 2006년 MBC연기대상 올해의 드라마상 - 《환상의 커플》
- 2013년 서울국제드라마어워즈 한류부문 최우수상 - 《아랑사또전》